# Lappfjärd skola
Lappfjärd skola är en svenskspråkig grundskola i Lappfjärd i Kristinestad i det finländska landskapet Österbotten. Lappfjärd skola ligger nära Lappfjärds centrum nära Lappfjärds å.
Skolbyggnaden i sten har byggts år 1958 och den renoverades 2008 i sin helhet. Ursprungligen var skolan en folkskola. Skolan hör till de på landskapsnivå värdefulla kulturmiljöerna i Österbotten. Skolans högtidliga byggnad dominerar landskapsmässigt den öppna gårdsplanen.